# Banca Cattolica del Veneto
La Banca Cattolica del Veneto è stata un'importante banca privata italiana, dall'originaria ispirazione religiosa.

## Storia
Fondato nel 1892 con il nome di "Banca Cattolica Vicentina", l'istituto inizialmente si ispirava a principi di solidarietà e collaborazione tra i cittadini e le forze produttive di area, appunto, cattolica presenti nella diocesi di Vicenza.
Inizialmente l'attività fu simile a quella di una Società di Mutuo Soccorso, con molte richieste di prestiti non sufficientemente equilibrate dai depositi amministrati, cosa che portò a pericolose oscillazioni nell'andamento dei conti economici, causati anche da alcuni investimenti sbagliati.
Con il passare degli anni la Banca migliorò le proprie capacità di gestione, mediando tra le opere di solidarietà e le esigenze di redditività del bilancio, espandendo nel contempo la propria rete di sportelli nella provincia di Vicenza (la prima Filiale al di fuori del capoluogo berico fu quella di Schio), ed iniziando una politica di acquisizioni con il piccolo Banco S. Bassiano di Bassano del Grappa, incorporato nel 1913.
L'istituto arrivò alla fine degli anni venti del XX secolo ad essere considerato il migliore tra le molte banche confessionali del triveneto e l'unico in grado di aiutare (mediante acquisizioni) altre piccole banche cattoliche locali messe in difficoltà dalla crisi del 1929. Incorporò quindi nel 1930 la Banca Cadorina di Pieve di Cadore, la Banca Cattolica Atestina di Este e la Banca Cattolica di Udine, raggiungendo una dimensione regionale (al tempo l'attuale Friuli faceva parte della Venezia Euganea intesa come Veneto), cosa che venne rispecchiata con il cambio di denominazione sociale in "Banca Cattolica del Veneto", in sigla B.C.V..
Le altre incorporazioni prima della Seconda Guerra Mondiale furono la Banca Cattolica di San Liberale (Treviso), la Banca provinciale di Belluno e la Banca Feltrina (Feltre) nel 1931; la Banca Depositi e Prestiti di Feltre nel 1936; la Banca Depositi e Prestiti G. Fabris & C. e la Banca Bassanese A. Girardello & C., entrambe di Bassano del Grappa, nel 1938.
Dopo la guerra vennero incorporate la Banca Agricola Distrettuale di Dolo nel 1946, la Banca Veneziana di Crediti e Conti Correnti nel 1948 (Venezia), la Banca Mandamentale di Maniago e Sacile nel 1950 e la Banca San Daniele di San Daniele del Friuli nel 1951.
Nel 1969 fu infine incorporata la Cassa Rurale di Camisano Vicentino (Vicenza), che era stata posta in liquidazione coatta.
Questa evoluzione — che portò la B.C.V. a modificare la propria funzione da aiuto ai soci, gravitanti attorno all'associazionismo cattolico, a motore dello sviluppo industriale e commerciale del territorio — avvenne quasi completamente sotto la guida di Secondo Piovesan (Alessandria, 27 marzo 1893 - Vicenza, 11 marzo 1976). Assunto quindicenne nella Banca nel 1908, ne arrivò ai massimi vertici nel 1930 come Direttore Generale e quale Amministratore Delegato dal 1947 fino al 1972, quando lasciò la direzione attiva con la qualifica di Presidente Onorario.
Gli sportelli passarono da 111 nel 1940 a 152 nel 1965 ed a 204 nel 1989, portando la B.C.V. ad essere presente in tutto il Veneto ed il Friuli-Venezia Giulia, e ad avere anche - negli ultimi anni di vita autonoma - alcune filiali in Trentino-Alto Adige, Emilia, a Roma e a Milano.
Nel 1977 la Cattolica del Veneto era la ventesima banca italiana per raccolta.
La Banca celebrò il proprio 90º anniversario di fondazione (1982) acquistando una raccolta di quadri del caratterista veneziano Pietro Longhi, attualmente in mostra nelle gallerie di palazzo Leoni Montanari, sede storica della Banca. La B.C.V. non avrebbe però visto il centenario di vita, mancandolo di appena un paio d'anni, per la fusione per incorporazione con il Nuovo Banco Ambrosiano.

### Fusione con il Nuovo Banco Ambrosiano
La B.C.V. era controllata fin dalla metà degli anni settanta dal Banco Ambrosiano, banca milanese dalle identiche radici di ispirazione cattolica, fondata nel 1896; sotto la direzione generale di Vahan Pasargiklian, dirigente di origine armena già a capo della Banca Popolare di Milano, la B.C.V. conobbe ulteriore crescita economica ed innovazioni nelle procedure lavorative.
Il Banco Ambrosiano entrò in crisi, con le note vicende legate alla gestione di Roberto Calvi; dichiarato insolvente il 6 agosto 1982, venne rifondato lo stesso giorno - grazie anche all'apporto finanziario della banca veneta - come Nuovo Banco Ambrosiano sotto la guida di Giovanni Bazoli, banchiere bresciano pure di matrice cattolica formatosi all'interno della Banca San Paolo di Brescia.
Successivamente la B.C.V. fu una delle prime banche ad essere coinvolte nel processo di riassetto del settore del credito in Italia, fino ad allora assai frammentato. La "fusione per incorporazione" della Banca Cattolica del Veneto nel Nuovo Banco Ambrosiano si concretizzò alla fine del 1989 dando vita, a far data dal 1º gennaio 1990, al Banco Ambrosiano Veneto.
La presidenza e la direzione generale furono portate a Milano mentre la sede sociale e legale fu mantenuta a Vicenza, città che però di fatto "perse" questo proprio storico istituto, che vide quale suo ultimo presidente il docente veneziano Feliciano Benvenuti.
L'AmbroVeneto (come fu anche soprannominato) concluderà successivamente la propria esistenza confluendo in Intesa Sanpaolo.

## Sedi
- Palazzo Leoni Montanari, contrà Santa Corona 25, Vicenza: è sede direzionale della Banca dal 1908 al 1974, quando gli uffici della Direzione Centrale furono trasferiti al "Centro Torri" ma mantenendo la sede sociale e le strutture della Presidenza. All'atto della fusione con il Nuovo Banco Ambrosiano, il palazzo restò sede sociale del Banco Ambrosiano Veneto fino al 2003, anno in cui quest'ultimo fu incorporato da Banca Intesa. Oggi il Palazzo - di proprietà di Intesa Sanpaolo - ospita un museo specializzato in icone ed altre opere d'arte dell'Europa orientale.
- Centro Torri, via dell'Industria 1, nella zona di Vicenza Est (comune di Torri di Quartesolo), sede degli uffici di direzione della B.C.V. dal 1974 al 1989 e quindi uno dei centri direzionali di Intesa Sanpaolo. Tale polo operativo era originariamente costituito dai due palazzi denominati "Torri 1" (aperto nel 1975) e "Torri 2" (operativo dal 1978); dal 2014 Intesa Sanpaolo dismise "Torri 2" per concentrare tutte le attività nel "Torri 1", a sua volta chiuso nel giugno 2017 con decentramento delle attività ivi rimanenti tra varie sedi di Vicenza, Sarmeola (PD, ex-centro direzionale della Cassa di Risparmio di Padova e Rovigo), e Torri di Quartesolo-Piramidi (uffici residuali definitivamente soppressi nell'autunno 2020). "Torri 1" dopo un periodo di totale chiusura, conobbe la particolarità di essere riconvertito, in occasione della pandemia di COVID-19, a Centro Vaccinale nel corso degli anni 2021 - 2022.